# 70. ceremonia wręczenia nagród Brytyjskiej Akademii Filmowej
70. ceremonia wręczenia nagród Brytyjskiej Akademii Filmowej za rok 2016, odbyła się 12 lutego 2017 w Royal Albert Hall w Londynie. Prowadzącym tegoroczną galę, po raz dwunasty został aktor Stephen Fry.
Nominacje do nagród zostały ogłoszone 10 stycznia 2017, a prezentacji dokonali aktorzy Dominic Cooper i Sophie Turner.

## Laureaci i nominowani
Laureaci nagród wyróżnieni są wytłuszczeniem

### Najlepszy film
- Fred Berger, Jordan Horowitz i Marc Platt – La La Land
  - Dan Levine, Shawn Levy, David Linde i Aaron Ryder – Nowy początek
  - Rebecca O’Brien – Ja, Daniel Blake
  - Lauren Beck, Matt Damon, Chris Moore, Kimberly Steward i Kevin J. Walsh – Manchester by the Sea
  - Dede Gardner, Jeremy Kleiner i Adele Romanski – Moonlight

### Najlepszy brytyjski film
(Nagroda im. Alexandra Kordy)
- Ken Loach, Rebecca O’Brien i Paul Laverty – Ja, Daniel Blake
  - Andrea Arnold, Lars Knudsen, Pouya Shahbazian i Jay Van Hoy – American Honey
  - Gary Foster, Russ Krasnoff i David Hare – Kłamstwo
  - David Yates, David Heyman, Steve Kloves, J.K. Rowling i Lionel Wigram – Fantastyczne zwierzęta i jak je znaleźć
  - Peter Middleton, James Spinney, Mike Brett, Jo-Jo Ellison i Steve Jamison – Zapiski o ślepocie
  - Babak Anvari, Emily Leo, Oliver Roskill i Lucan Toh – Under the Shadow

### Najlepszy film nieanglojęzyczny
- László Nemes i Gábor Sipos – Syn Szawła • Węgry
  - Jacques Audiard i Pascal Caucheteux – Imigranci • Francja
  - Pedro Almodóvar – Julieta • Hiszpania
  - Deniz Gamze Ergüven i Charles Gillibert – Mustang • Turcja
  - Maren Ade i Janine Jackowski – Toni Erdmann • Niemcy

### Najlepsza reżyseria
- Damien Chazelle – La La Land
  - Denis Villeneuve – Nowy początek
  - Ken Loach – Ja, Daniel Blake
  - Kenneth Lonergan – Manchester by the Sea
  - Tom Ford – Zwierzęta nocy

### Najlepszy scenariusz adaptowany
- Luke Davies – Lion. Droga do domu
  - Tom Ford – Zwierzęta nocy
  - Eric Heisserer – Nowy początek
  - Theodore Melfi i Allison Schroeder – Ukryte działania
  - Robert Schenkkan i Andrew Knight – Przełęcz ocalonych

### Najlepszy scenariusz oryginalny
- Kenneth Lonergan – Manchester by the Sea
  - Damien Chazelle – La La Land
  - Barry Jenkins – Moonlight
  - Paul Laverty – Ja, Daniel Blake
  - Taylor Sheridan – Aż do piekła

### Najlepszy aktor pierwszoplanowy
- Casey Affleck – Manchester by the Sea
  - Andrew Garfield – Przełęcz ocalonych
  - Ryan Gosling – La La Land
  - Jake Gyllenhaal – Zwierzęta nocy
  - Viggo Mortensen – Captain Fantastic

### Najlepsza aktorka pierwszoplanowa
- Emma Stone – La La Land
  - Amy Adams – Nowy początek
  - Emily Blunt – Dziewczyna z pociągu
  - Natalie Portman – Jackie
  - Meryl Streep – Boska Florence

### Najlepszy aktor drugoplanowy
- Dev Patel – Lion. Droga do domu
  - Mahershala Ali – Moonlight
  - Jeff Bridges – Aż do piekła
  - Hugh Grant – Boska Florence
  - Aaron Taylor-Johnson – Zwierzęta nocy

### Najlepsza aktorka drugoplanowa
- Viola Davis – Płoty
  - Naomie Harris – Moonlight
  - Nicole Kidman – Lion. Droga do domu
  - Hayley Squires – Ja, Daniel Blake
  - Michelle Williams – Manchester by the Sea

### Najlepsza muzyka
(Nagroda im. Anthony’ego Asquitha)
- Justin Hurwitz – La La Land
  - Jóhann Jóhannsson – Nowy początek
  - Mica Levi – Jackie
  - Dustin O’Halloran i Hauschka – Lion. Droga do domu
  - Abel Korzeniowski – Zwierzęta nocy

### Najlepsze zdjęcia
- Linus Sandgren – La La Land
  - Bradford Young – Nowy początek
  - Giles Nuttgens – Aż do piekła
  - Greig Fraser – Lion. Droga do domu
  - Seamus McGarvey – Zwierzęta nocy

### Najlepszy montaż
- John Gilbert – Przełęcz ocalonych
  - Joe Walker – Nowy początek
  - Tom Cross – La La Land
  - Jennifer Lame – Manchester by the Sea
  - Joan Sobel – Zwierzęta nocy

### Najlepsza scenografia
- Stuart Craig i Anna Pinnock – Fantastyczne zwierzęta i jak je znaleźć
  - Charles Wood i John Bush – Doktor Strange
  - Jess Gonchor i Nancy Haigh – Ave, Cezar!
  - David Wasco i Sandy Reynolds-Wasco – La La Land
  - Shane Valentino i Meg Everist – Zwierzęta nocy

### Najlepsze kostiumy
- Madeline Fontaine – Jackie
  - Joanna Johnston – Nowy początek
  - Colleen Atwood – Fantastyczne zwierzęta i jak je znaleźć
  - Consolata Boyle – Boska Florence
  - Mary Zophres – La La Land

### Najlepsza charakteryzacja i fryzury
- J. Roy Helland i Daniel Phillips – Boska Florence
  - Jeremy Woodhead – Doktor Strange
  - Shane Thomas – Przełęcz ocalonych
  - Donald Mowat i Yolanda Toussieng – Zwierzęta nocy
  - Amanda Knight, Neal Scanlan i Lisa Tomblin – Łotr 1. Gwiezdne wojny – historie

### Najlepszy dźwięk
- Sylvain Bellemare, Claude La Haye i Bernard Gariépy Strobl – Nowy początek
  - Dror Mohar, Mike Prestwood Smith, Wylie Stateman i David Wyman – Żywioł: Deepwater Horizon
  - Niv Adiri, Glenn Freemantle, Simon Hayes, Andy Nelson i Ian Tapp – Fantastyczne zwierzęta i jak je znaleźć
  - Peter Grace, Robert Mackenzie, Kevin O’Connell i Andy Wright – Przełęcz ocalonych
  - Mildred Iatrou Morgan, Ai-Ling Lee, Steven Morrow i Andy Nelson – La La Land

### Najlepsze efekty specjalne
- Robert Legato, Dan Lemmon, Andrew R. Jones i Adam Valdez – Księga dżungli
  - Louis Morin – Nowy początek
  - Richard Bluff, Stephane Ceretti, Paul Corbould i Jonathan Fawkner – Doktor Strange
  - Tim Burke, Pablo Grillo, Christian Manz i David Watkins – Fantastyczne zwierzęta i jak je znaleźć
  - Neil Corbould, Hal Hickel, Mohen Leo, John Knoll i Nigel Sumner – Łotr 1. Gwiezdne wojny – historie

### Najlepszy film animowany
- Travis Knight – Kubo i dwie struny
  - Andrew Stanton – Gdzie jest Dory?
  - Ron Clements i John Musker – Vaiana: Skarb oceanu
  - Byron Howard i Rich Moore − Zwierzogród

### Najlepszy krótkometrażowy film animowany
- Khaled Gad, Anushka Kishani Naanayakkara i Elena Ruscombe-King – A Love Story
  - Jac Clinch, Jonathan Harbottle i Millie Marsh – The Alan Dimension
  - Jennifer Zheng – Tough

### Najlepszy film krótkometrażowy
- Shpat Deda, Afolabi Kuti, Daniel Mulloy i Scott O’Donnell – Home
  - Richard John Seymour – Consumed
  - Bart Gavigan, Samir Mehanovic, Ailie Smith i Michael Wilson – Mouth of Hell
  - Farah Abushwesha, Emmet Fleming, Andrea Harkin i Conor MacNeill – The Party
  - Jack Hannon i Charlotte Regan – Standby

### Najlepszy film dokumentalny
- Ava DuVernay – XIII poprawka
  - Ron Howard – The Beatles: Eight Days a Week
  - Otto Bell i Stacey Reiss – Polująca z orłami
  - Peter Middleton i James Spinney – Zapiski o ślepocie
  - Josh Kriegman i Elyse Steinberg – Weiner

### Najlepszy debiut brytyjskiego scenarzysty, reżysera lub producenta
(Nagroda im. Carla Foremana)
- Babak Anvari / Emily Leo, Oliver Roskill i Lucan Toh – Under the Shadow (reżyser / producent)
  - Mike Carey / Camille Gatin – Wszechstronna dziewczyna (scenarzysta / producent)
  - George Amponsah / Dionne Walker – The Hard Stop (scenarzysta / reżyser)
  - Peter Middleton i James Spinney / Jo-Jo Ellison – Zapiski o ślepocie (scenarzyści / producent)
  - John Donnelly / Ben A. Williams – The Pass (reżyser)

### Nagroda dla wschodzącej gwiazdy
(Głosy publiczności)
- Tom Holland 
  - Laia Costa
  - Lucas Hedges
  - Ruth Negga
  - Anya Taylor-Joy

## Podsumowanie liczby nominacji
(Ograniczenie do dwóch nominacji)
11: La La Land
9: Nowy początek, Zwierzęta nocy
6: Manchester by the Sea
5: Fantastyczne zwierzęta i jak je znaleźć, Przełęcz ocalonych, Lion. Droga do domu, Ja, Daniel Blake
4: Boska Florence, Moonlight
3: Doktor Strange, Jackie, Zapiski o ślepocie, Aż do piekła
2: Łotr 1. Gwiezdne wojny – historie, Under the Shadow